# Süheyl Furgaç
Süheyl İzzet Furgaç (1914 – 2. Februar 2006 in Istanbul) war ein türkischer Student in Stuttgart, der 1938 einen Nationalsozialisten zum Duell forderte und besiegte.

## Leben
Süheyl Furgaç war der Sohn des ehemaligen Großwesirs und Kriegsministers des Osmanischen Reiches Feldmarschall Ahmed İzzet Pascha. Er absolvierte das Galatasaray-Gymnasium im Jahr 1933. Auf Geheiß Atatürks studierte  Furgaç Elektrotechnik in Stuttgart. 
Im Mai des Jahres 1938 hatte er in der dortigen Mensa eine Auseinandersetzung mit dem Architekturstudenten Hans Bellem. Dieser hatte ihn barsch aufgefordert, den Tisch zu räumen, da er für die Kameradschaft reserviert sei. Es kam zu Handgreiflichkeiten, bei denen Furgaç unterlag. Am nächsten Tag ging Furgaç zur Studentenorganisation und forderte Bellem zum Duell. Dieser nahm die Forderung an. Allerdings stellte sich heraus, dass  Furgaç der irrigen Annahme gewesen war, Duelle würden mit Pistolen ausgetragen werden. Er erbat sich eine Frist von drei Monaten aus, um das Fechten zu lernen, die man ihm gewährte. Furgaç nahm einen Monat lang professionellen Fechtunterricht bei Franz Kühner und zwei weitere Monate lernte er Fechten in Paris. Das geplante Duell sorgte für diplomatische Verwicklungen und es musste eigens eine Ausnahmegenehmigung von Rudolf Heß eingeholt werden. Der Waffengang fand schließlich am 10. November 1938 um 7.00 Uhr vor großem Publikum in der Sporthalle des Eberhard-Ludwig-Gymnasiums statt. Bellem rezitierte zuvor die Heldenballade Schwäbische Kunde, in der es heißt:

Zur Rechten sieht man, wie zur Linken, 

Einen halben Türken heruntersinken."

Furgaç besiegte seinen Gegner in einer halben Stunde und verletzte ihn dabei so, dass er sich kaum noch auf den Beinen halten konnte. Der Schiedsrichter musste eingreifen, damit das Duell nicht tödlich endete. In den folgenden Monaten freundeten sich die beiden Kontrahenten an. Hans Bellem sollte allerdings die ersten Kriegsmonate nicht überleben.

## Darstellung in Medien
Furgaç kehrte in die Heimat zurück und verschwieg dort sein Abenteuer bis 1987, als Ziyad Ebuzziya und Sahir Kozikoğlu ein Buch über den Abschlussjahrgang 1933 des Galatasaray-Gymnasiums verfassten. Furgaç vereinbarte aber, dass keine Namen genannt werden, um seinen verstorbenen Kameraden nicht zu beschämen. Der Stuttgarter Journalist Gerhard Eigel hörte 1988 im Istanbuler Bazar von der Geschichte, hielt sie für Phantasie, verfasste aber einen Artikel in der Stuttgarter Zeitung vom 14. November 1988 darüber. Daraufhin meldeten sich zahlreiche Zeugen, unter anderem auch der damalige Fechtmeister Furgaç‘, Franz Kühner, die letzte Zweifel zerstreuten.
Das Deutschlandradio produzierte ein Feature über das Duell. Es erschien ein Artikel darüber in der Stuttgarter Zeitung und verschiedene Bücher in der Türkei schilderten das Duell. Eine Augenzeugenschilderung von einem der anwesenden türkischen Kommilitonen enthält das Buch von Önay Yılmaz. Ein Bild, dessen Negativ Süheyl Furgaç 1988 dem Autor Ümit Bayazoğlu aushändigte, zeigt verschwommen einen Moment des Duells.

## Quelle
- Ümit Bayazoğlu: Uzun, İnce Yolcular. 42 Portre. Istanbul 2014, S. 158ff.